# معقل بن يسار
مَعْقِلُ بن يَسَار بن عَبْد الله بن مُعَبر بن حَرَاق بن لأَي بن كعب بن عبد بن ثور بن هُذْمَة بن لاطم بن عثمان بن عمرو بن أُدِّ بن إلياس بن مُضَر المزني البصري من صحابة النبي محمد رسول الإسلام، وهو من أهل بيعة الرضوان، ومن رواة الحديث عن النبي، أسلم قبل صلح الحديبية أمره الخليفة الراشد الثاني عمر بن الخطاب على البصرة، وهو الذي حفر نهر معقل بالبصرة بأمرِ عمر، فنسب إليه، ونزل البصرة، وبنى بها دارًا، ومات بها في خلافة معاوية بن أبي سفيان

## روايته للحديث
روى معقل الحديث عن النبي وعن النعمان بن مقرن المزني، وحدث عنه: عمران بن حصين والحسن البصري، وأبو المليح بن أسامة، ومعاوية بن قرة المزني، وعلقمة بن عبد الله المزني، وأبو عثمان النهدي، و عمرو بن ميمون وآخرون. وحديثه في الصحيحين والسنن الأربعة

ومن الأحاديث التي رواها:
- عن مَعْقِل بن يسار، قال:[5] «إني لرافع غصنًا من أغصان الشّجرة بيدي على رأس رسول الله ﷺ، فبايعناه على ألّا نفر لم نُبايِعْه على الموتِ، قُلْنا له: كم كُنْتُم قال: ألفٌ وأربعُمئةٍ.»
- عن الحسن البصري قال:[6] «عاد عبيد الله بن زياد مَعْقِلَ بن يسار في مَرَضه الذي قُبِض فيه، فقال له معقل: إِني مُحدِّثك حديثًا لو علمتُ لي حياة ما حدثتك، سمعت رسولَ الله ﷺ يقول: "مَا مِنْ عَبْدٍ يَسْتَرْعِيْهِ الله رَعِيَّةً يَمُوتُ يَوْمَ يَمُوتُ غَاشًا لِرَعِيَّتِهِ، إِلاَّ حَرَّمَ الله عَلَيْهِ الْجَنَّةَ"»

## وفاته
توفي بالبصرة آخر خلافة معاوية، وقد قيل إنه توفي أيام يزيد بن معاوية.، وذكره ابن كثير فيمن توفى في سنة 50 هـ